# عزة شريف
عزة شريف راقصة فاخره وممثلة مصرية  من مواليد 24 يونيو 1947 عملت في بداية مشوارها الفني كراقصة في الصالات والملاهي الليلية، ثم اتجهت عام 1971 للسينما وقدمت 31 عملاً من الأفلام والمسلسلات التلفزيونية خلال 25 سنة كان آخرها فيلم «إشارة مرور» للمخرج خيري بشارة عام 1996. 
تزوجت الفنان «كتكوت الأمير» (1945 – 2012) نجم الأغنية الشعبية وصاحب أعلى المبيعات لشرائط الكاسيت، وتوفيت في 4 فبراير 2019 عن عمر يناهز 72 سنة.

## أهم أعمالها
فيلم «جنون الشباب» للمخرج خليل شوقي عام 1975.
فيلم «مكالمة بعد منتصف الليل» للمخرج حلمي رفلة عام 1978.
فيلم «الفرن» للمخرج إبراهيم عفيفى عام 1984.
فيلم «سترك يا رب» للمخرج حسن الصيفي عام 1986.
مسلسل «السقوط في بئر سبع» للمخرج نور الدمرداش عام 1994.

## وصلات خارجية
- عزة شريف على موقع IMDb (الإنجليزية)
- عزة شريف على موقع الدهليز
- عزة شريف على موقع قاعدة بيانات الأفلام العربية
- عزة شريف على موقع الدهليز
- عزة شريف على موقع كاروهات